# Ñiquén
Ñiquén ist eine Gemeinde in der Provinz Punilla in der Región de Ñuble in Chile. Bei der Volkszählung im Jahr 2017 hatte sie 11.152 Einwohner. Die Gemeinde erstreckt sich über eine Fläche von 493,1 km².

## Geschichte
Die Ursprünge der Gemeinde Ñiquén reichen in das Jahr 1866 zurück, als der Aristokrat Gregorio Caro de San Miguel einen Großteil seines Landes für die Gründung einer neuen Siedlung zur Verfügung stellte. Diese wurde zunächst „San Gregorio“ genannt und entwickelte sich rasch zum sozialen und wirtschaftlichen Zentrum der Region. Am 4. September 1869 wurde dort offiziell eine Gemeinde gegründet, die verwaltungstechnisch dem damaligen Departamento San Carlos zugeordnet war.
Ende des 19. Jahrhunderts erhielt der Ort Ñiquén eine eigene Bahnstation, was ihn zunehmend an Bedeutung gewinnen ließ. Im Jahr 1927 wurde der Sitz der Gemeindeverwaltung nach Ñiquén verlegt, da die verkehrstechnische Anbindung günstiger war. 1931 erfolgte schließlich die Umbenennung der Gemeinde in „Ñiquén“, um Verwechslungen mit anderen Orten gleichen Namens zu vermeiden. Zu dieser Zeit gehörten zehn Distrikte zur Gemeinde, darunter Tinguilemo, Agua Buena, Buli und Rosario. Die Bevölkerung betrug rund 12.000 Menschen, verteilt auf fast 3000 Haushalte.
Mit einer landesweiten Verwaltungsreform im Jahr 1934 wurden die Gemeindeordnungen neu geregelt. Im Zuge dieser Änderungen kehrte der Sitz der Gemeindeverwaltung vorübergehend nach San Gregorio zurück.
Die Erdbeben von 1939 und 2010 hinterließen schwere Schäden in Ñiquén. Besonders das Beben von 1939, dessen Epizentrum nahe Chillán lag, zerstörte viele historische Gebäude, darunter das ursprüngliche Rathaus. Auch beim Beben von 2010 wurde ein Großteil des alten Ortskerns beschädigt, einschließlich des Hauses des Gemeindegründers. Nach beiden Katastrophen wurde die Infrastruktur der Gemeinde umfassend wiederaufgebaut, darunter das Rathaus und die Plaza de San Gregorio. Zudem entstanden neue Wohnhäuser für die betroffenen Bewohner.

## Bevölkerung
Laut der Volkszählung des Nationalen Statistikinstituts von 2002 hatte Ñiquén 11.421 Einwohner (5886 Männer und 5535 Frauen). Davon lebten 1143 (10 %) in städtischen Gebieten und 10.278 (90 %) auf dem Land. Zwischen den Volkszählungen von 1992 und 2002 sank die Bevölkerung um 13,2 % (1735 Personen). Im Jahr 2017 zählte man 11.152 Personen.

## Orte
In der Gemeinde Ñiquén befinden sich folgende Orte:
- San Gregorio de Ñiquén (Hauptort)
- Zemita
- Virgüín
- Chacay
- San Roque
- Ñiquén (ehemaliger Hauptort)
- Buli
- Colvindo
- El Rincón Grande
- Bucalemu
- El Rincón
- La Esperanza
- San Jorge
- Las Rosas
- Huenutil del Peumo
- Huenutil de la Cabrería
- Los Maitenes
- Paque
- Llahuimavida
- Mallocavén
- Flor de Ñiquén
- Las Miras
- Canchiuque